# Aloe chludowii
Aloe chludowii é uma espécie de liliopsida do gênero Aloe, pertencente à família Asphodelaceae.